# Estádio Cidade de Coimbra
Estádio Cidade de Coimbra je portugalský fotbalový stadion s atletickým oválem ve městě Coimbra. Stadion byl postaven v roce 1876 a rozšířen před Mistrovstvím Evropy ve fotbale v roce 2004. Rekonstrukce zdvojnásobila počet míst na 29 622. Po rekonstrukci byl stadion otevřen koncertem skupiny Rolling Stones. Na stadioně se odehrály 2 zápasy základní skupiny Eura 2004.